# Liste der Monuments historiques in Chanoz-Châtenay
Die Liste der Monuments historiques in Chanoz-Châtenay führt die Monuments historiques in der französischen Gemeinde Chanoz-Châtenay auf.

## Liste der Bauwerke
| Bezeichnung      | Beschreibung                  | Standort                | Kennzeichnung | Schutzstatus | Datum | Bild           |
| ---------------- | ----------------------------- | ----------------------- | ------------- | ------------ | ----- | -------------- |
| Schloss Châtenay | Erbaut ab dem 15. Jahrhundert | Route du Château (Lage) | PA00116362    | Inscrit      | 1987  | weitere Bilder |

## Liste der Objekte
- Monuments historiques (Objekte) in Chanoz-Châtenay in der Base Palissy des französischen Kultusministeriums